# Soepgans

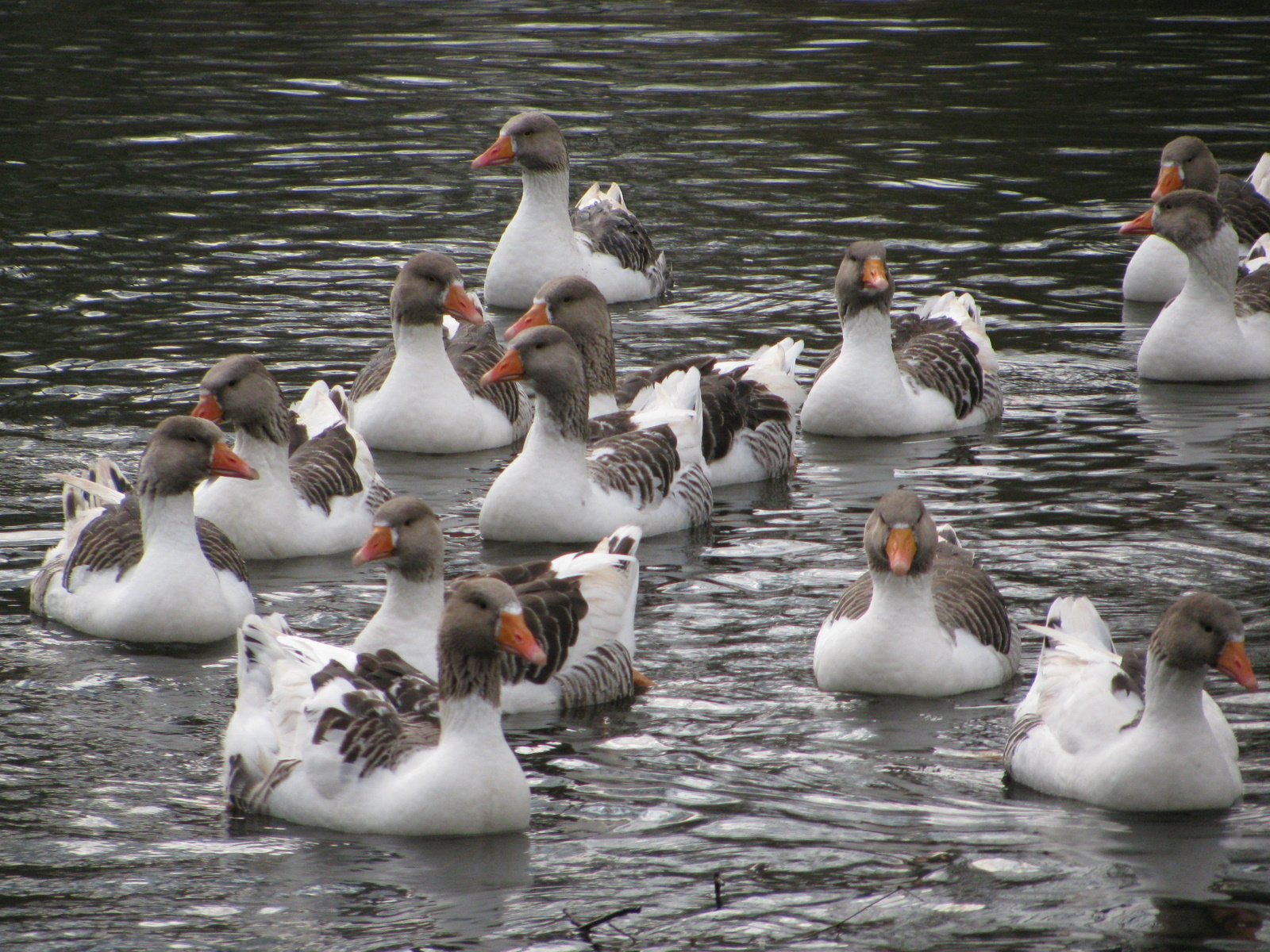
Voorbeeld van een bonte verzameling soepganzen.

Een soepgans, tamme gans of een parkgans (Anser anser forma domestica) is een gedomesticeerde variant van de grauwe gans (Anser anser) of de zwaangans (Anser cygnoides). Een boerengans of huisgans (Anser anser domesticus) is de witte variant van de grauwe gans, met oranje snavel en poten. Een soepgans kan ook een gevlekte variant van een boerengans zijn of een hybride van een paar willekeurige ganzensoorten. Zulke kruisingen worden door sommige vogelaars met Anser unox aangeduid. Agrariërs, dierenvrienden, biologen en natuurbeschermers denken meestal verschillend over soep- en parkganzen.

## Kruisingen en parkganzen
Parkganzen kunnen ook andere ganzensoorten dan de genoemde ganzen en kruisingen tussen andere ganzensoorten zijn. In Nederland en België worden de laatste decennia steeds vaker kruisingen tussen traditionele huisganzen en andere ganzensoorten waargenomen.

### Anserini x
Door sommige vogelaars worden de kruisingen die geen duidelijke kenmerken van grauwe of zwaanganzen meer hebben, of die kenmerken van meer dan twee ganzensoorten lijken te hebben, ook wel als Anserini x aangeduid. Waarschijnlijk gaat het in zulke gevallen om kruisingen tussen ganzensoorten die als sierwatervogels in parken en vijvers worden gehouden en waarvan gedurende de laatste decennia kleine aantallen uit gevangenschap zijn ontsnapt. Onder deze dieren bevinden zich onder andere kruisingen met tamme roodhalsganzen, brandganzen, Indische ganzen en Canadese ganzen. Nadat deze dieren zijn ontsnapt, verwilderen ze over het algemeen vrij snel. Maar omdat ze in gevangenschap zijn opgegroeid, vertonen ze gedragsafwijkingen door problemen met de inprenting. Door deze gedragsafwijkingen, en omdat ze in kleine aantallen ontsnapt zijn, maken ze gemakkelijk een foute partnerkeuze waardoor ze gemakkelijk met andere ganzensoorten kruisen.